# Rakan Alireza
Rakan Alireza (arabisch راكان علي رضا, DMG Rākān ʿAlī Riḍā; * 11. Oktober 1996) ist ein saudi-arabischer Skilangläufer und Ruderer.

## Biographie
Alireza stammt aus Dschidda. Später besuchte er Internate in London und in Jordanien. Er begann seine sportliche Laufbahn als Ruderer. Seine ersten Berührungspunkte mit dem Rudersport war sein Cousin Hussein Alireza. So wurde er 2019 und 2022 jeweils Golf-Meister im Indoor-Rudern.
2021 gab er sein internationales Renndebüt als Skilangläufer bei einem FIS-Rennen in Bruksvallarna. Ein Jahr später hatte er zwar das Leistungsniveau für eine Teilnahme an den Olympischen Winterspielen in Peking erbracht, durfte jedoch nicht an den Spielen teilnehmen, da dem saudi-arabischen Skiverband nur ein Quotenplatz zugestanden war. Diesen erhielt der Skirennläufer Fayik Abdi.
2023 nahm Alireza als erster saudi-arabischer Skilangläufer an Nordischen Skiweltmeisterschaften teil. Bei den Wettkämpfen in Planica belegte er über 15 km Freistil den 145. Platz, im Sprint trat er trotz einer Meldung nicht an.

## Erfolge

### Weltmeisterschaften
- Planica 2023: 145. 15 km Freistil, DNS Sprint klassisch
- Trondheim 2025: 126. 10 km klassisch, 162. Sprint Freistil

### Weitere Erfolge
- 2 Platzierungen unter den besten 10 bei FIS-Rennen